# Thomley
Thomley var en civil parish från 1866 till 1994 då den blev en del av Waterperry with Thomley, i distriktet South Oxfordshire, i grevskapet Oxfordshire, i England. Civil parish var belägen 12 km från Oxford och hade 5 invånare år 1971. Byn nämndes i Domedagsboken (Domesday Book) år 1086, och kallades då Tobelie/Tumbeleia.